# Бринзоламид
 Бринзоламид  (торговое название  Азопт  , Alcon Laboratories, Inc.) является ингибитором карбоангидразы, используется для снижения внутриглазного давления у пациентов с открытоугольной глаукомой или глазной гипертензией.

## Химия
Бринзоламид является ингибитором карбоангидразы (в частности, карбоангидразы II). Карбоангидраза находится в основном в эритроцитах (а также в других тканях, включая глаза). Она существует также в ряде изоферментов, наиболее активным из которых является карбоангидраза II (CA-II).

## Показания
Используется для лечения открытоугольной глаукомы и повышенного внутриглазного давления из-за избыточной секреции внутриглазной жидкости.

## Фармакодинамика
Ингибирование карбоангидразы в цилиарных процессах глаза уменьшает секрецию внутриглазной жидкости и, таким образом, снижает внутриглазное давление в передней камере, предположительно, уменьшая скорость образования ионов бикарбоната с последующим снижением концентрации натрия и транспорта жидкости; Это устраняет последствия открытоугольной глаукомы.

## Фармакокинетика

### Абсорбция
Рекомендуемая периодичность местного применения два раза в день. После инстилляции глазная суспензия до некоторой степени системно абсорбируется; однако концентрации в плазме низкая и обычно ниже пределов обнаружения (менее 10 нг / мл) в связи с обширным связыванием тканями и эритроцитами. Пероральное введение менее предпочтительно из-за переменной абсорбции из слизистой оболочки желудка и повышенным профилем побочных эффектов по сравнению с глазным введением.

### Распределение
Соединение хорошо связывается с белками плазмы(60 %), но преимущественно с карбоангидразой, содержащий эритроциты. Из-за обилия легко-связанных эритроцитов и минимально известного метаболизма, период полураспада бринзоламида в цельной крови является очень длинным (111 дней).

### Метаболизм
Несмотря на то, что пока определенного места метаболизма не было твердо установлено, есть несколько метаболитов достойных внимания. N-Desethylbrinzolamide является активным метаболитом исходного соединения, и, таким образом, обладает ингибирующей активностью карбоангидразы (в основном карбоангидразы-I, в присутствии бринзоламида), и кроме того, накапливается в эритроцитах. Тем не менее, другие известные метаболиты бринзоламида (в N-Desmethoxypropylbrinzolamide и O-Desmethylbrinzolamide) либо не имеют никакой активности или их деятельность в настоящее время неизвестна.

### Выведение
Бринзоламид выводится прежде всего в неизменном виде с мочой (60 %), хотя почечный клиренс не был окончательно определен. N-Desethylbrinzolamide также обнаруживается в моче наряду с более низкими концентрациями неактивных метаболитов, N-Desmethoxypropylbrinzolamide и O-Desmethylbrinzolamide; Точные уровни не были окончательно определены.

## Меры предосторожности

### Побочные эффекты
- Общие, но мягкие: Помутнение зрения; горький, кислый или необычный вкус; зуд, боль, влажность или сухость глаз; ощущение инородного тела; головная боль; насморк

- Редкие, но серьезные: быстрый или нерегулярный пульс; обморок; кожная сыпь, крапивница, зуд или сильное раздражение глаз, покраснение или опухоль; припухлость в области лица, губ или горла; хрипы или затруднённое дыхание

### Противопоказания
- Повышенная чувствительность к другим сульфонамидам
- Острая закрытоугольная глаукома
- Одновременный приём оральных ингибиторов карбоангидразы
- От умеренной до тяжелой почечной или печёночной недостаточности

## Комбинации
Комбинация бринзоламида с тимололом существует в продаже под торговым названием  Азарга  . Клинические исследования показали, что эта комбинация, более эффективна, чем любой из препаратов, принимаемых при монотерапии.
Комбинация Бринзоламид/тартрат бримонидина, продаваемая под торговой маркой Simbrinza, представляет собой комбинированный препарат с фиксированной дозой, используемый для снижения внутриглазного давления у взрослых с высоким внутриглазным давлением или при глаукоме. Используется как глазные капли.